# Phyllocladus brevior
Phyllocladus brevior es una especie de coleóptero de la familia Pyrochroidae.

## Distribución geográfica
Habita en Tonkin (Vietnam).